# Закон за защита на държавата
Законът за защита на държавата (ЗЗД) е изключителен наказателен закон в България, който е бил в сила от януари 1924 до октомври 1944 г. Гласуван е от XXI обикновено народно събрание на 4 януари 1924 г., влязъл в сила с Указ № 2 от 23 януари 1924 г. Изменян и допълван четири пъти чрез Закон за изменение и допълнение на Закона за защита на държавата (ЗИДЗЗД).

## Предпоставки
Законът за защита на държавата (ЗЗД) е приет по предложение на правителството на Демократическия сговор (министър-председател Александър Цанков). Правителството идва на власт чрез Деветоюнския преврат (1923) в условията на следвоенната обществена криза. Среща трудности в укрепването и функционирането си. Чрез този закон правителството на Александър Цанков се стреми да узакони разправата с политическите си противници, организирали и осъществили Юнското и Септемврийското въстание от 1923 г.